# شیخ باتیلی
شیخ باتیلی (انگلیسی: Cheick Bathily؛ زادهٔ ۱۰ اکتبر ۱۹۸۲) بازیکن فوتبال اهل مالی بود.
وی همچنین در تیم ملی فوتبال مالی بازی کرده است.